# Tedania dirhaphis
Tedania dirhaphis är en svampdjursart som beskrevs av Jörn Hentschel 1912. Tedania dirhaphis ingår i släktet Tedania och familjen Tedaniidae. Inga underarter finns listade i Catalogue of Life.